# Verner Magnusson
Verner Magnusson (ur. 10 października 1890, zm. 13 marca 1966) – szwedzki lekkoatleta.

## Kariera
Na Letnich Igrzyskach Olimpijskich 1920 wziął udział w konkursie biegu na 10 000 m, występ w którym zakończył w fazie eliminacji (zajął w swej grupie 6. miejsce) oraz indywidualnym biegu przełajowym, który ukończył na 13. miejscu.